# 馬紹爾群島駐外機構列表

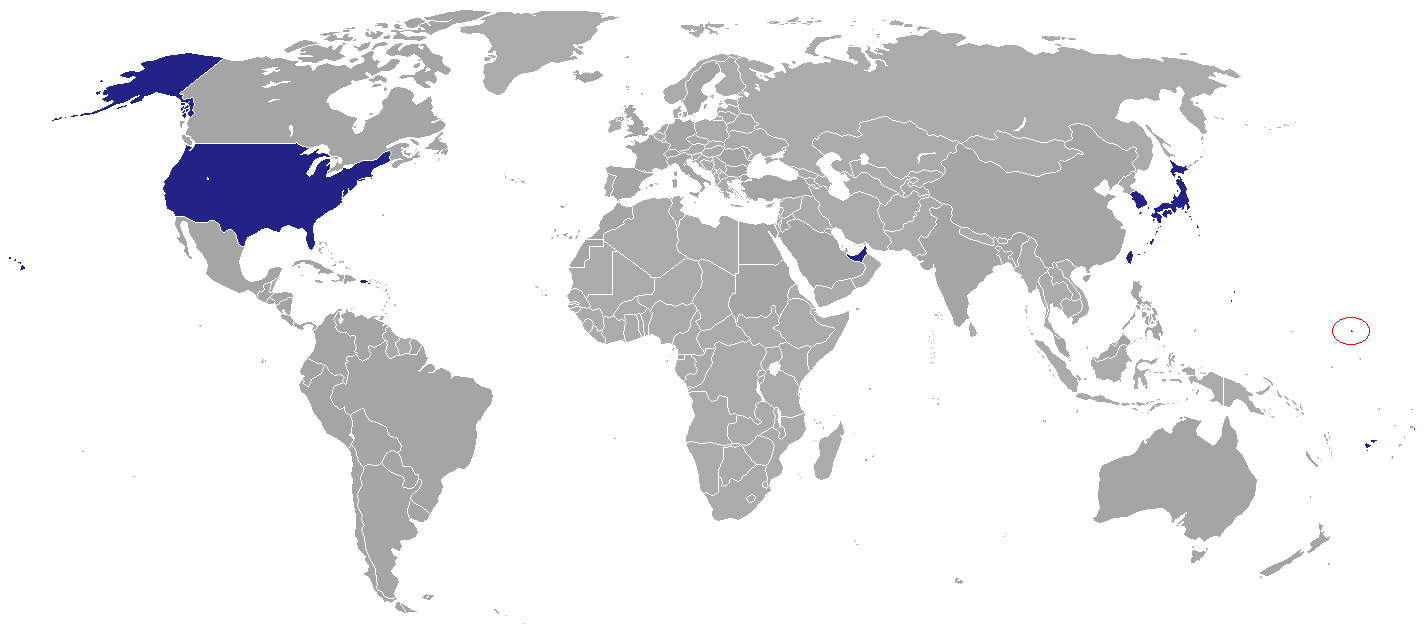
有马绍尔群岛使馆的国家

马绍尔群岛駐外機構列表列出了马绍尔群岛共和國在各國的大使館與領事館列表。马绍尔群岛是一個小型的大洋洲島嶼國家。1986年，帛琉和美國簽訂為期50年之《自由聯合協定》（Compact of Free Association），以換取其獨立地位。依據該協定，马绍尔群岛享有內政自治權並得與他國政府、區域暨國際組織簽訂條約及協定，但涉外事務需與美諮商，國防亦由美軍掌管。同時马绍尔群岛也在當天獲得了法理上的獨立。也因此，马绍尔群岛共和國只有和少數國家互設大使館或領事館，其中僅有5處大使館、一間常駐代表處、以及數間領事館。
根据《自由聯合協定》，海外的馬紹爾群島公民如在沒有大使館的地區需要急難救助，可以向當地的美國大使館提出協助，美國大使館應提供馬紹爾公民與美國公民相同的對待。

## 美洲

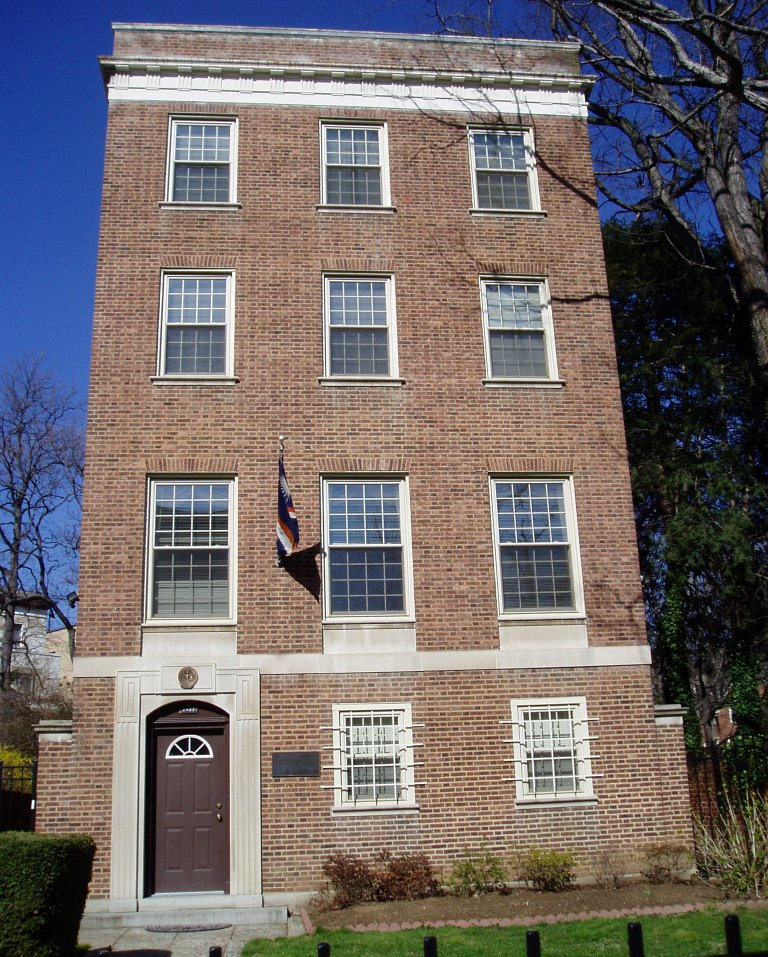
马绍尔群岛驻美大使馆

- 美国
  - 华盛顿哥伦比亚特区 (大使馆)[1]
  - 檀香山 (领事馆)[2]
  - 斯普林戴尔 (领事馆)[3]

## 亚洲

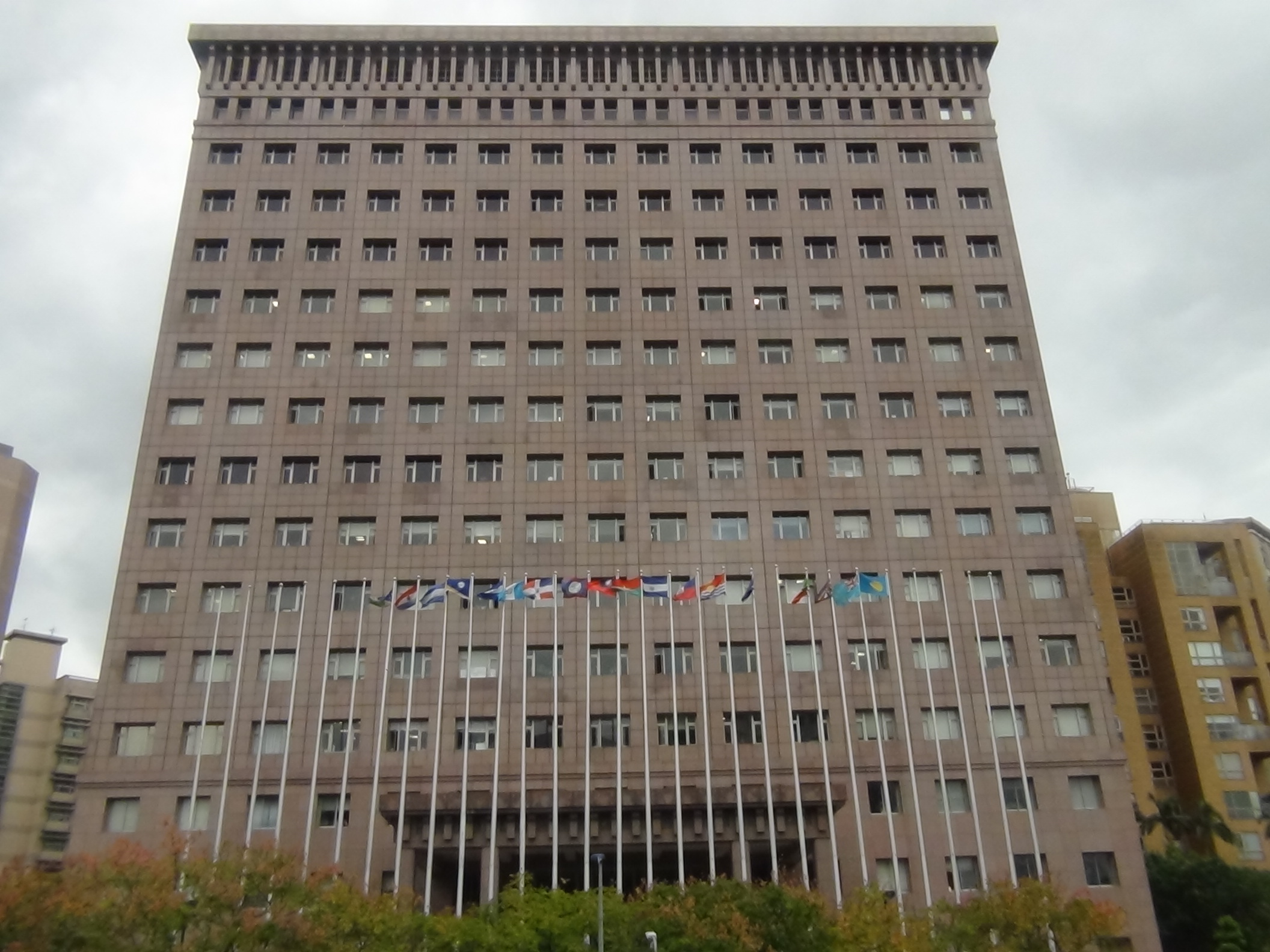
马绍尔群岛位於使館特區的大使館，臺北市士林區

- 日本
  - 东京 (大使馆)[4]
- 中華民國（臺灣）
  - 台北 (大使馆)[5]
- - 首尔 (大使馆)[6]

## 大洋洲
- 斐济
  - 苏瓦 (大使馆)[7]

## 驻国际组织
- 联合国
  - 纽约市 (代表团)[8]

## 相关链接
- Embassy of the Republic of the Marshall Islands to the United States of America （页面存档备份，存于）
- Permanent Mission of the Republic of the Marshall Islands to the United Nations （页面存档备份，存于）